# Cincovillas
Cincovillas ist ein Ort und eine Gemeinde (municipio) mit 19 Einwohnern (Stand: 2024) im Norden der Provinz Guadalajara in der Autonomen Gemeinschaft Kastilien-La Mancha in Zentralspanien. 

## Lage und Klima
Cincovillas liegt in einer Höhe von ca. 1010 m in der Kulturlandschaft der Serranía. Die Entfernung zur südsüdwestlich gelegenen Provinzhauptstadt Guadalajara beträgt ca. 60 Kilometer (Fahrtstrecke). Das Klima ist gemäßigt bis warm; Regen (505 mm/Jahr) fällt übers Jahr verteilt.

## Bevölkerungsentwicklung
| Jahr      | 1970 | 1981 | 1991 | 2001 | 2011 | 2021 |
| Einwohner | 103  | 53   | 40   | 37   | 24   | 22   |

## Sehenswürdigkeiten
- Vinzenzkirche

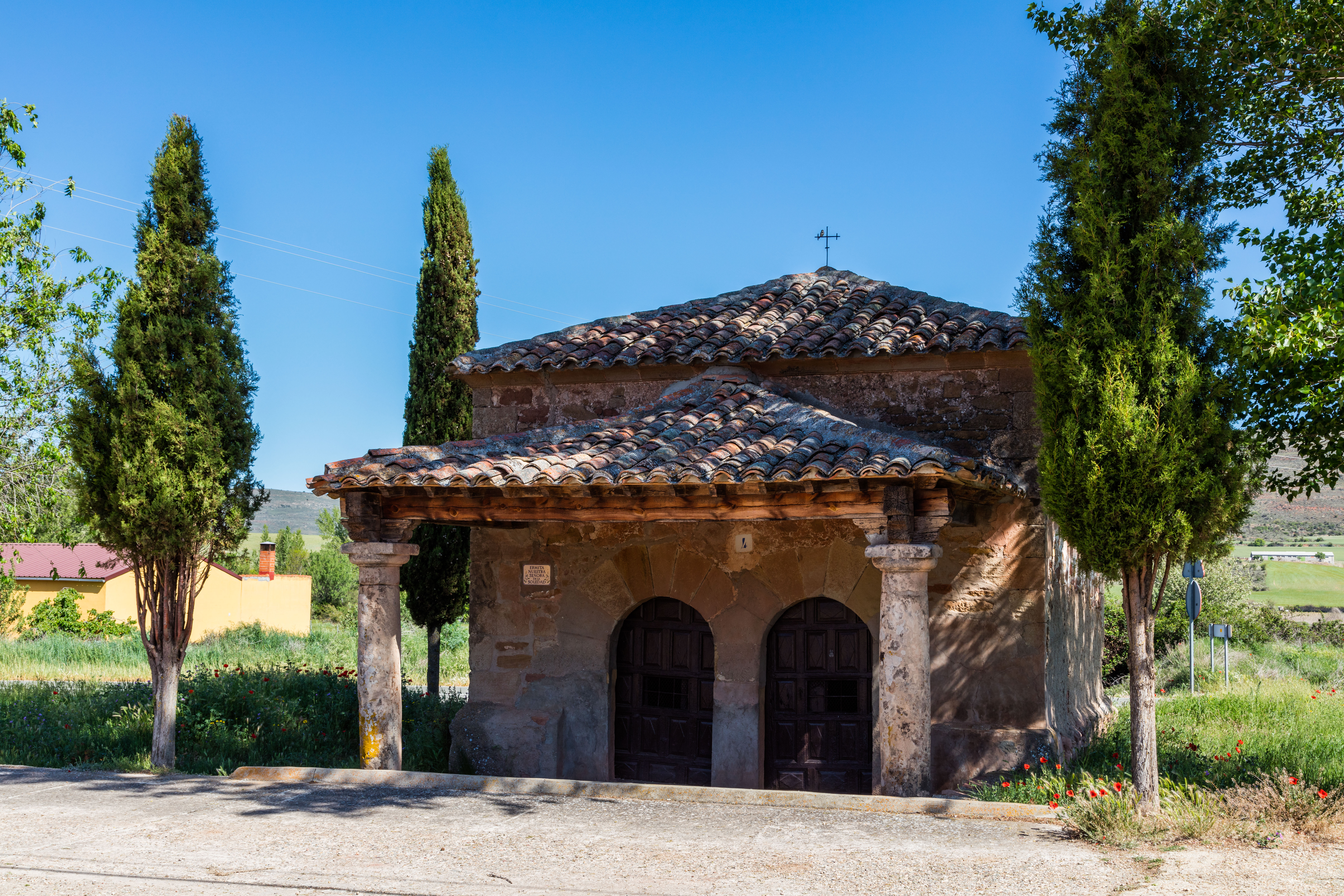
Marienkapelle

- Marienkapelle